# Cimetière juif séfarade de Bucarest
Le cimetière juif séfarade de Bucarest (en roumain : Cimitirul evreiesc Sefard din București) est l'un des trois cimetières juifs actifs qui existent encore à Bucarest,. Le cimetière est situé au 2, rue Olteniței, en face du cimetière Bellu, et est ouvert en 1865. Il a une superficie de 4 à 5 hectares et contient 10 300 tombes,.

## Contenu
Le cimetière abrite de nombreuses pierres tombales, dont certaines transférées du l'ancien cimetière de la rue Sébastopol (ro), qui est le plus ancien cimetière juif de Bucarest, rasé pendant la Shoah sous le régime de Victor Antonescu. Un obélisque est également présent, dédié à la mémoire des soldats juifs séfarades morts pendant la Première Guerre mondiale.
Parmi les personnes notables enterrées dans le cimetière, on peut citer:
- Theodor Danetti (en)[5]
- Bițu Fălticineanu[6]
- Alexandru Mandy
- Dan Mizrahi[7]
- Elena Negreanu (en)[8]
- Veronica Porumbacu (en)
- Laurențiu Profeta
- Antoaneta Ralian (ro)[9]
- Sandu Sticlaru (ro)[10]
- Haralamb Zincă (en)[11]